# Christophe Dal Sasso
Christophe Dal Sasso (8 augustus 1968) is een Franse jazz-componist, arrangeur en bigband-leider.
Dal Sasso studeerde arrangement bij Ivan Julien. Hij heeft een eigen bigband, waarmee hij regelmatig speelde in club "Sunset" in Parijs. In zijn bigband hebben onder meer de gebroeders Stéphane en Lionel Belmondo, Sophie Alour en Gilles Naturel gespeeld. Met zijn bigband heeft hij twee platen opgenomen, in 2004 en 2011. In 2006 nam hij een album met onder meer Dave Liebman op, die deels beïnvloed is door klassieke muziek uit de twintigste eeuw (met name dodecafonie en de componiste Lili Boulanger) en George Russell. Als arrangeur was hij actief voor onder meer de broers Belmondo (hun plaat Influence met Yusef Lateef) en Fredrika Stahl.
In 2005 kreeg hij de Django d'Or (Frankrijk) in de categorie 'compositie'.

## Discografie
- Ouverture, nocturne, 2004
- Exploration (nonet met Dave Liebman), nocturne, 2006
- Prétextes, Bflat Recording/Discograph, 2011
- Ressac, Discograph/Harmonia Mundi, 2013

- Bibliothèque nationale de France: cb146291714 (data)
- International Standard Name Identifier: 0000 0000 1012 4577
- Système universitaire de documentation: 087453177
- Virtual International Authority File: 47017228